# Pomnik Józefa Piłsudskiego w hucie Baildon
Pomnik Józefa Piłsudskiego w hucie „Baildon” – pomnik w Katowicach, który był zlokalizowany na terenie huty „Baildon” w dzielnicy Dąb. Zburzony w czasie II wojny światowej.
Pomnik został odsłonięty 12 maja 1937, na dziedzińcu Huty Baildon. Jego fundatorem była Huta Pokój. Pomnik składał się z dwóch części: brązowej rzeźby – popiersia Józefa Piłsudskiego, autorstwa Wiktorii Jacynowej (Jacyna), oraz z figury orła państwowego, zlokalizowanego niżej, po prawej stronie. Obydwie części umieszczono na różowo-szarym cokole kamiennym. Widniał na nim napis:

Budowniczemu Polski – Huta Baildon 1937

Pod napisem umiejscowiono wizerunek terytorium (II) Rzeczypospolitej Polskiej. Autorem projektu był pracownik Huty Baildon – Gnoiński. Przy odsłonięciu pomnika byli obecni dyrektorzy huty Marceli Siedlanowski i Stanisław Surzycki. Obiekt zniszczyli Niemcy podczas II wojny światowej.